# Horst Tappert
Horst Tappert (Elberfeld, 1923. május 26. – Planegg, München mellett, 2008. december 13.) német színész, aki a Derrick című, 1974 és 1998 között sugárzott nyugatnémet bűnügyi televíziós sorozat címszereplőjeként tett szert nemzetközi hírnévre.

## Élete, pályája

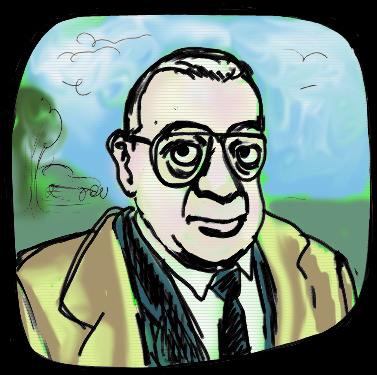
Karikatúrája – Stephan Derrick főfelügyelő

Az észak-rajna–vesztfáliai Elberfeldben született (ma Wuppertal része). Édesapja Julius Tappert közalkalmazott, édesanyját Ewaldine Röll volt. Közgazdasági szakközépiskolát végzett, majd utána besorozták a hadseregbe, amely a második világháború harcait vívta. Tagja volt a Waffen-SS-nek. Kezdetben a légvédelemnél, majd 1943-tól a 3. Totenkopf SS-páncéloshadosztály 1. páncélgránátos ezredében szolgált. Később szovjet hadifogságba esett. Érdekesség, hogy a Derrick sorozat alkotója Herbert Reinecker is ugyancsak a 3. Totenkopf hadosztálynál szolgált.
A háború után a stendali (Szász-Anhalt) színház alkalmazta könyvelőnek. Ekkor ébredt fel érdeklődése a színészmesterség iránt. 1946-ban órákat vett és bemutatkozhatott a stendali színpadon is: Paul Helwig Die Flitterwochen című darabjában alakította Dr. Stribel szerepét.
A következő években többször váltott állást. 1956-ban a müncheni Kammerspiele alkalmazta. 1967-től haláláig szabadúszó színészként dolgozott.
Az 1950-es évek végétől kapott szerepeket filmprodukciókban. A nagy áttörést számára az 1966-os háromrészes Die Gentlemen bitten zur Kasse hozta, amelyben a postarabló Michael Donegant alakította. 1968-ban a rablóból pandúr lett, amikor Edgar Wallace-adaptációkban Perkins nyomozó szerepét játszotta. 1971-ben az európai trashfilmek egyik fő gyártójának, Jesús Francónak a krimijében a El muerto hace las maletas-ban játszott álnéven működő FBI ügynököt, aki Londonban nyomoz. Francóval további két filmet készített; az egyikben, mint mellékszereplő, szintén rendőrségi nyomozó volt.

### Derrick
Amikor a ZDF 1973-ban egy új detektívkaraktert akart bevezetni új, bűnügyi sorozatában, Tappert kapta Stephan Derrick szerepét. Segédje, Harry Klein szerepét Fritz Wepper játszotta.
Derrick világszerte kultuszfigura lett. A sorozat vetítési jogait 104 országban vették meg, egyformán szerették a kínaiak, a japánok, az olaszok, a magyarok – és még II. János Pál pápa is. A Derricknek 281 epizódja készült el, az utolsó 1998-ban került adásba, amikor Tappert elérte a 75 évet, azt a kort, amelyben ígérete szerint abbahagyta a televíziós szereplést.
A Derrickből 2004-ben rajzfilmváltozat is készült, Tappert és Wepper hangjával.
A ZDF 2013 elején – miután fény derült arra, hogy Tappert elhallgatta, hogy húszéves korában besorozták a Waffen-SS-be – úgy határozott, hogy nem vetíti többet egy csatornáján sem a Derricket.

## Magánélete
Harmadszor nősülve találta meg az igazit: harmadik feleségével, Ursula Pistorral 1957-től éltek együtt. A München melletti Gräfelfingben laktak.
Három gyermeke volt: Karin, Ralph és Gary. Gary, aki építész volt, 2001 decemberében, 52 éves korában szervelégtelenségben elhunyt, miután kómába esett.
Tappert hobbija a horgászat és a vadászat volt. Szokatlanul magas férfi volt, testmagassága 1,87 m volt.
Élete utolsó szakaszában cukorbetegségben szenvedett.
Tappert, akinek külső képe filmszereplései miatt a bűnügyi történetekkel fonódott össze, 85. születésnapján ezt nyilatkozta: „Nem szívesen nézek vagy olvasok krimiket.”
Egy müncheni klinikán hunyt el hosszú, súlyos betegségben, sok szenvedés után.

## Filmjei
- 1958 Die Trapp-Familie in Amerika
- 1958 Helden, O. W. Fischerrel, Liselotte Pulverrel, Ellen Schwiersszel
- 1958 Wir Wunderkinder, Hansjörg Felmyvel, Robert Graffal, Johanna von Kocziannal
- 1959 Der Engel, der seine Harfe versetzte, Nana Ostennel, Henry Vahllal, Ullrich Haupttal
- 1959 Jacqueline, Johanna von Kocziannal, Walter Reyerrel, Götz Georgeval, Hans Söhnkerrel
- 1959 Das schöne Abenteuer, Liselotte Pulverrel, Robert Graffal, Bruni Löbellel
- 1959 Ruf ohne Echo (tévéfilm)
- 1961 Zu viele Köche
- 1961 Küß mich Kätchen, Peter Carstennel, Harald Leipnitzcel, Christiane Maybachhal
- 1961 Ein schöner Tag (tévéfilm), Joachim Teegevel, Hugo Lindingerrel, Trude Hesterberggel
- 1962 Hófehérke és a hét vagány, a művészközvetítő ügynök
- 1962 Das Halstuch (tévéfilm), Heinz Dracheval, Albert Lievennel, Erica Beerrel, Eckart Duxszal
- 1962 Er kann's nicht lassen, Heinz Rühmann-nal, Rudolf Forsterrel, Grit Böttcherrel, Lina Carstensszel
- 1963 Das tödliche Patent (tévéfilm), Wolfgang Preissszal, Gisela Troweval, Siegfried Lowitzcal
- 1963 Zwei Whiskey und ein Sofa, Maria Schell-lel, Karl Michael Voglerrel, Robert Graffal
- 1964 Sechs Personen suchen einen Autor (tévéfilm), Helmut Förnbacherrel, Robert Freitaggal
- 1964 Der Aussichtsturm (tévéfilm), Claudia Sorbasszal, Konrad Georggal, Monika Johnnal
- 1964 Leonce und Lena (tévéfilm), Dieter Kirchlechnerrel, Gertrud Kückelmann-nal
- 1965 Eine reine Haut (tévéfilm), Herbert Fleischmann-nal
- 1966 Das ganz große Ding (tévéfilm), Carl-Heinz Schrothtal, Brigitte Grothummal
- 1966 Ein Tag in Paris (tévéfilm), Paula Denkkel, Ingeborg Solbriggal, Peter Fröhlichhel
- 1966 Der Kinderdieb (tévéfilm), Isolde Bräunerrel, Lucie Mannheimmel, Walter Jokischsal
- 1966 Der Mann aus Melbourne (tévéfilm), Herbert Stass-szal, Alf Marholmmal, Roma Bahnnal
- 1966 Der Schwarze Freitag (tévéfilm), Curd Jürgensszel, Dieter Borscheval
- 1966 Jerry Cotton: Die Rechnung – eiskalt serviert, with George Nader, Heinz Weiss
- 1966 Die Gentlemen bitten zur Kasse (The Great British Train Robbery) (TV-Dreiteiler), with Hans Cossy, Günther Neutze
- 1967 Liebe für Liebe (tévéfilm), with Wolfgang Büttner, Helmut Griem, Klaus Löwitsch
- 1968 A Blackwood kastély kutyája, Heinz Dracheval, Karin Baallal, Hans Söhnkerrel
- 1968 Heißer Sand auf Sylt, Charlotte Kerr-rel, Renate von Holttal, Axel Burg gal
- 1968 Soho gorillája, Uschi Glasszal, Uwe Friedrichsennel, Hubert von Meyerinckkel
- 1968 Bűnügyi múzeum – A keréknyom (tévéfilm)
- 1969 Der Mann mit dem Glasauge, Karin Hübnerrel, Fritz Wepperrel, Hubert von Meyerinckkel
- 1969 Sieben Tage Frist, Joachim Fuchsbergerrel, Konrad Georggal, Karin Hübnerrel, Petra Schürmannnal
- 1970 A felügyelő – …mint a farkasok / Az éjszaka, amikor Basseck meghalt (tévéfilm)
- 1970 Sie tötete in Ekstase, Soledad Mirandával, Fred Williamsszel
- 1970 Inspektor Perrak greift ein (Perrak) Erika Pluharral, Judy Winterrel, Werner Petersszel
- 1970 Und Jimmy ging zum Regenbogen, Alain Nouryval, Konrad Georggal, Horst Frankkal
- 1971 Bleib sauber, Liebling, Reinhold Brandesszel, Helmut Braschmmal, Hans-Werner Bussingerrel
- 1971 Der Teufel kam aus Akasava, Fred Williamsszel, Soledad Mirandával, Siegfried Schürenberggel
- 1971 Der Kapitän, Heinz Rühmann-nal, Johanna Matzcal, Ernst Stankovskival, Horst Jansonnal
- 1972 Der Todesrächer von Soho, Wolfgang Kielinggel, Barbara Rüttinggel
- 1972 Hoopers letzte Jagd (tévéfilm), Max Mairichhal, Liselotte Pulverrel, Florian Halmmal
- 1973 Eine Frau bleibt eine Frau (tévéfilm), Lilli Palmerrel
- 1974-1998 Derrick, 281 rész
- 1974 Auch ich war nur ein mittelmäßiger Schüler, Jutta Speidellel, Georg Thomallával, Rudolf Plattéval
- 1984 Cinématon
- 2000 Der Kardinal – Der Preis der Liebe – (tévéfilm), Christine Reinharttal, Enzo De Caróval
- 2001 In 80 Jahren um die Welt (tévéfilm)
- 2003 Herz ohne Krone (tévéfilm), Eleonora Brigliadorival, Franco Neróval, Jacques Breuerrel
- 2004 Derrick – Hív a kötelesség! (rajzfilm, Tappert és Wepper eredeti hangjával[15])

## Emlékezete
- A Horst Tappert Band honlapja
- Az Index cikke az emlékzenekarról
- Magyarországon a Derrick Club Hungary Facebook csoport ápolja az emlékét.[16]

## Fordítás
- Ez a szócikk részben vagy egészben a Horst Tappert című angol Wikipédia-szócikk ezen változatának fordításán alapul.  Az eredeti cikk szerkesztőit annak laptörténete sorolja fel. Ez a jelzés csupán a megfogalmazás eredetét és a szerzői jogokat jelzi, nem szolgál a cikkben szereplő információk forrásmegjelöléseként.